# Metrosideros excelsa
Metrosideros excelsa là một loài thực vật có hoa trong Họ Đào kim nương. Loài này được Sol. ex Gaertn. mô tả khoa học đầu tiên năm 1788.

## Hình ảnh

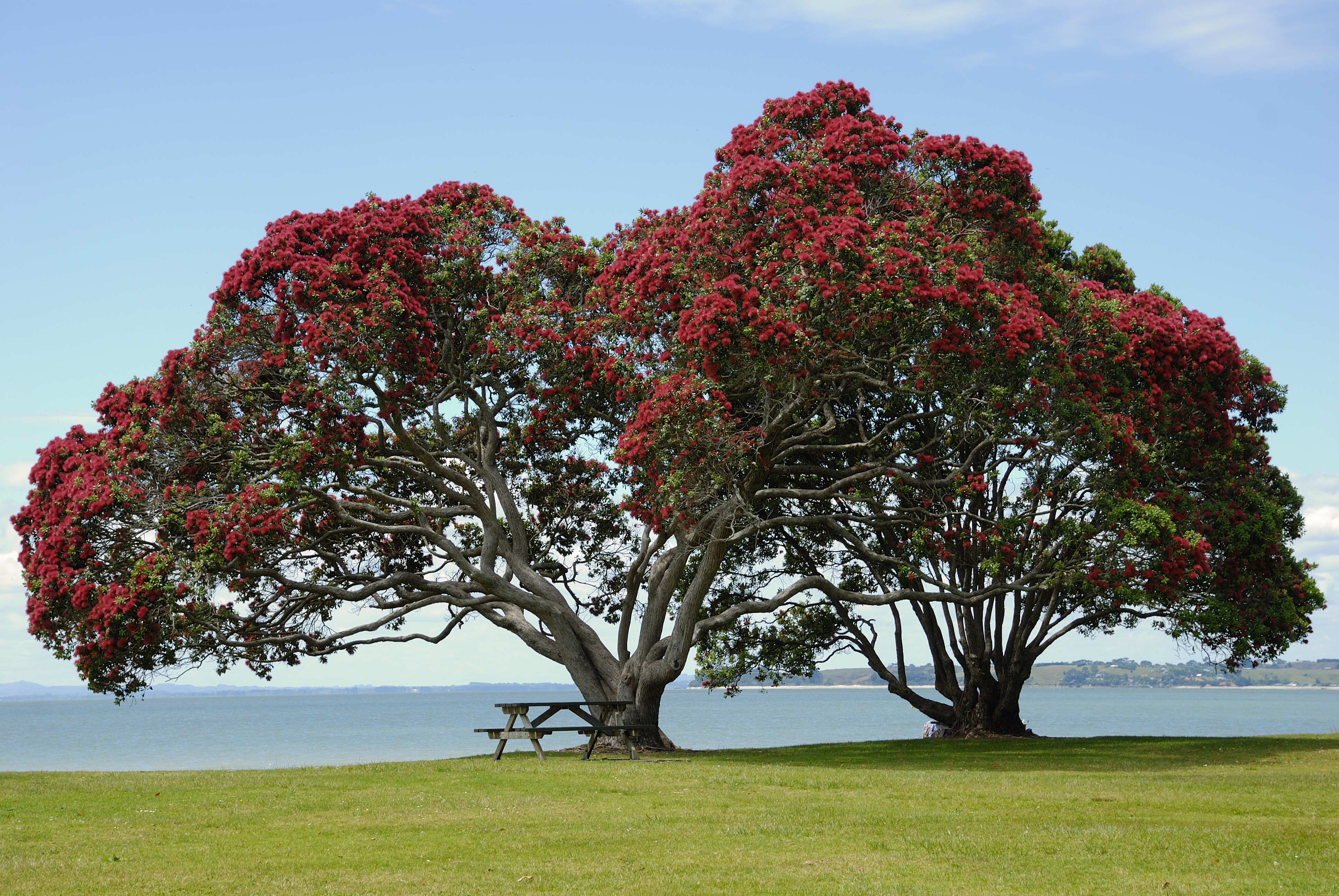
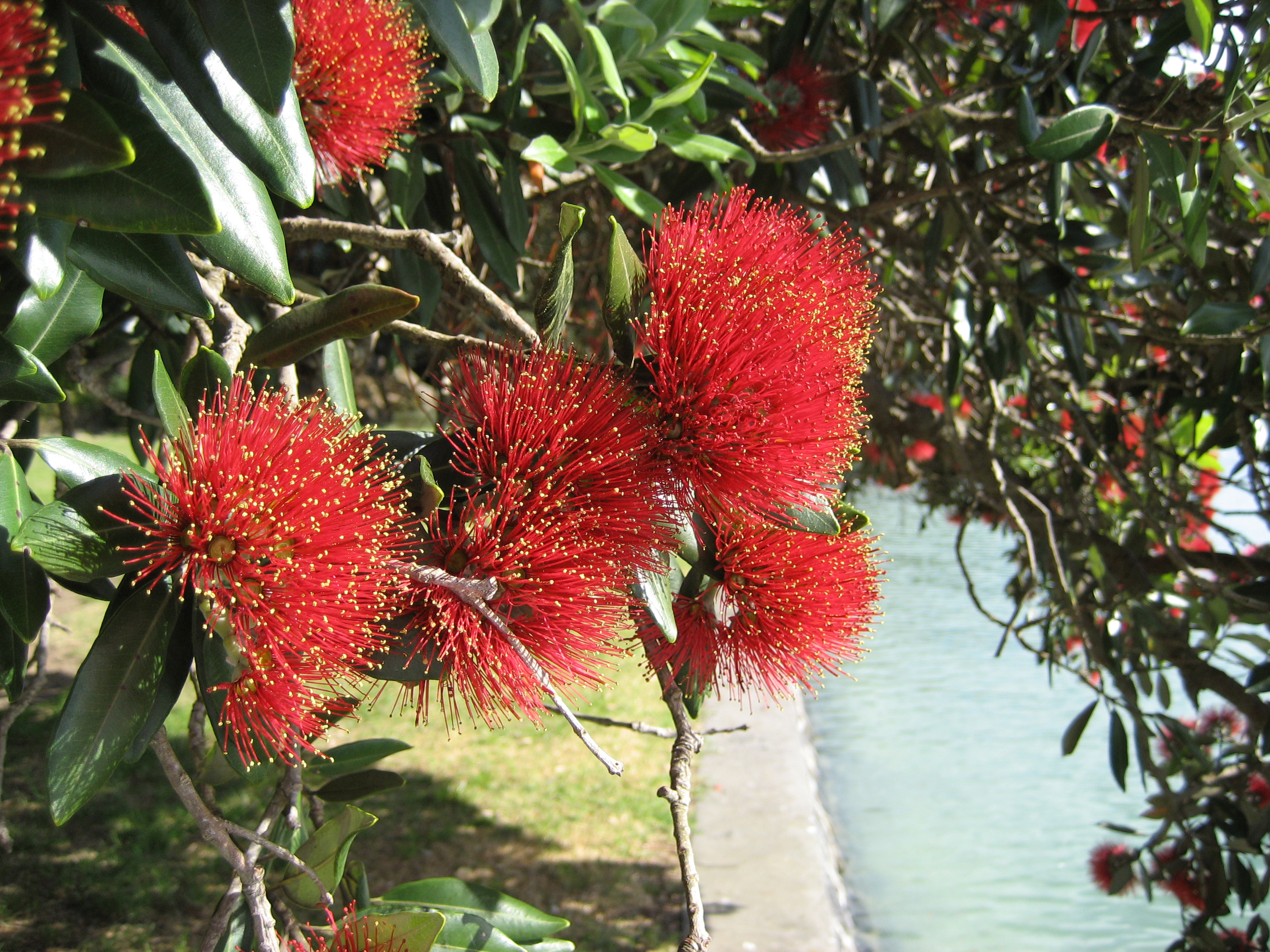
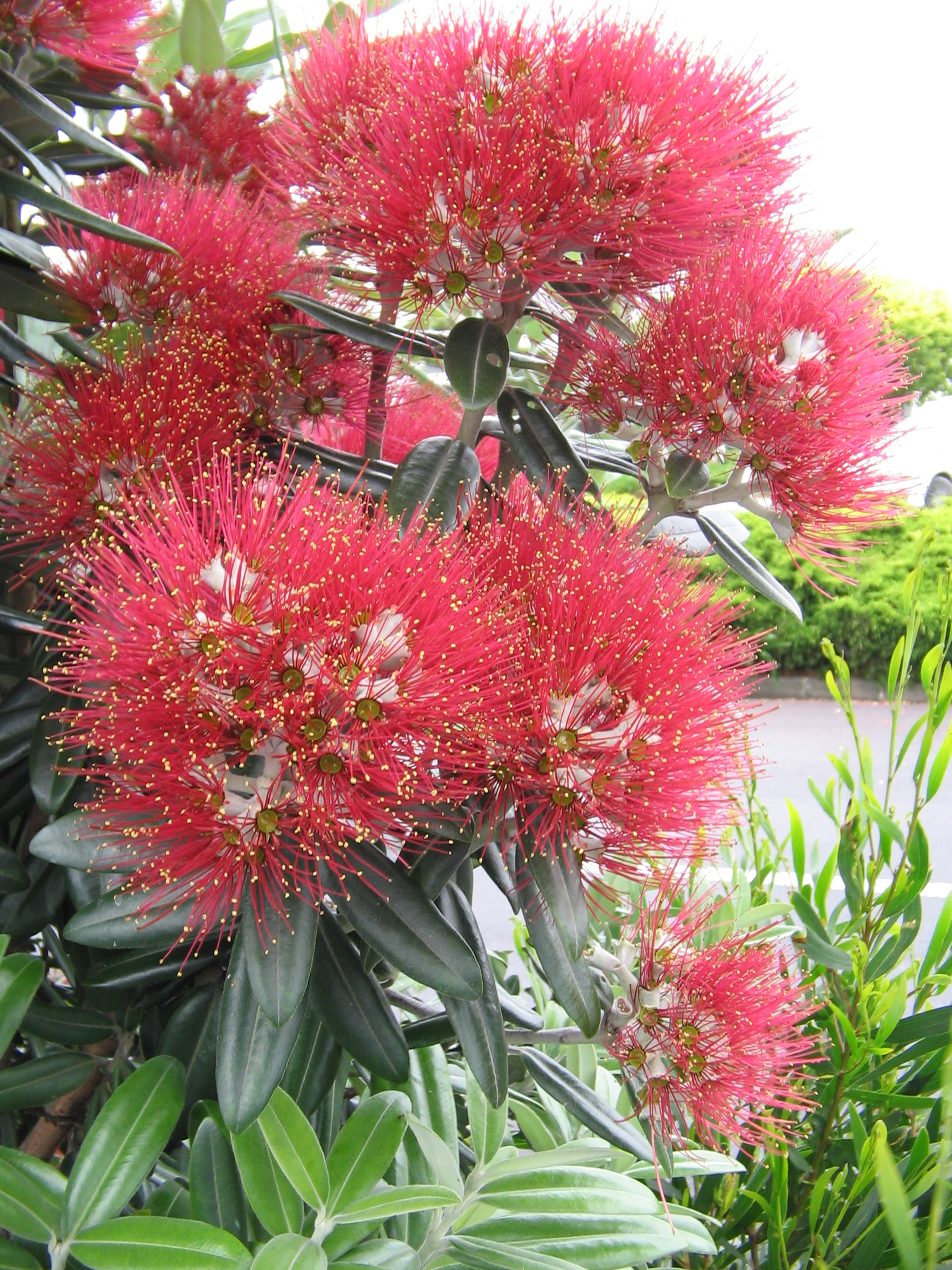
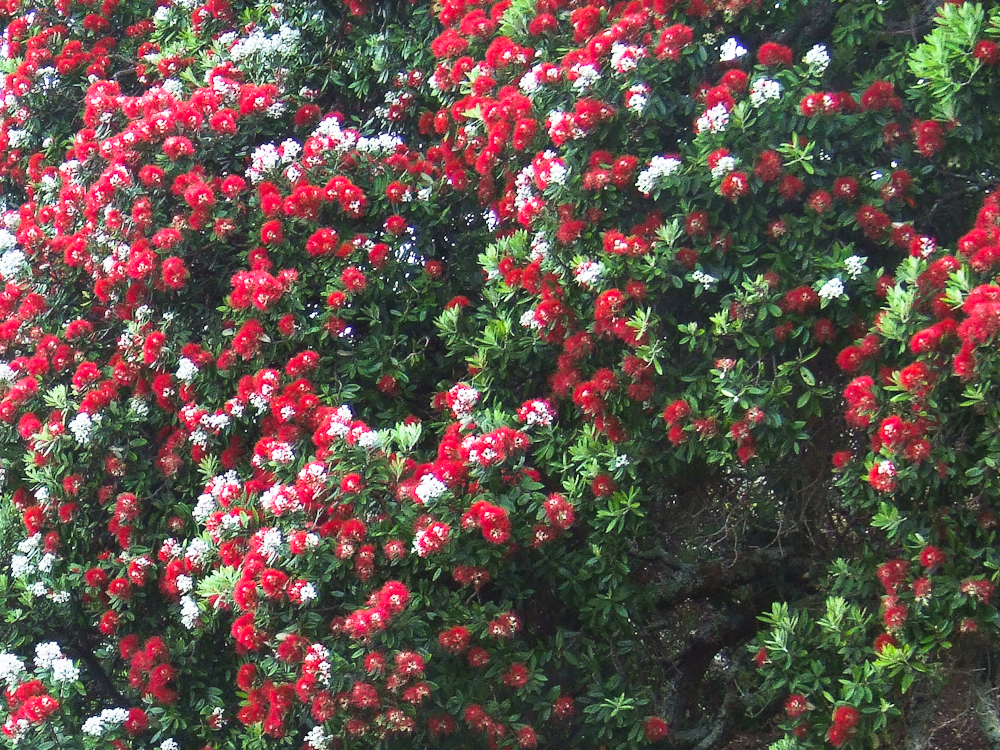